# Adolf Rencke
Adolf Rencke, född 17 februari 1897 i Köla, Värmland, död 2 december 1943 i Sankt Matteus församling, Stockholm,  var en svensk målare och tecknare.
Han var son till lantbrukaren Jan Olsson och Maria Olsson, och från 1934 gift med Karin Elisabet Samuelsson.
Rencke studerade vid Caleb Althins målarskola i Stockholm, samt för André Lhote i Paris, Frankrike. Han ställde  ut separat i Karlstad och medverkade i samlingsutställningar tillsammans med andra värmlandskonstnärer.     
Hans konst består av porträtt, landskap och kompositioner utförda i olja.
Han var anlitad av Nordiska museet 1935-1938 och deltog i museets fältarbeten, han var bland annat med i Västmanland och undersökte jordbruk och folkkonst där hans förmåga att teckna av redskap och miljöer kom väl till pass. Dessutom illustrerade han med teckningar och akvareller bilder för Nordiska museet publikationer.    
Rencke är representerad i Nordiska museet.